# Galindo Garcés
Galindo Garcés (m. 844) fue hijo de García Galíndez, conde de Aragón, y nieto de Galindo Velasco y su esposa Faquilo. Según se desprende de un documento del monasterio de San Pedro de Siresa, datado hacia 828-833, probablemente sucedió a su padre en el condado, que después fue recuperado por Galindo I Aznárez.
Casó con Guldreguth, ambos benefactores del monasterio de San Pedro de Siresa, de quien no hubo descendencia.